# Sharenting
 (mars 2025).
La mise en forme du texte ne suit pas les recommandations de Wikipédia : il faut le « wikifier ».
Les points d'amélioration suivants sont les cas les plus fréquents. Le détail des points à revoir est peut-être précisé sur la page de discussion.
- Les titres sont pré-formatés par le logiciel. Ils ne sont ni en capitales, ni en gras.
- Le texte ne doit pas être écrit en capitales (les noms de famille non plus), ni en gras, ni en italique, ni en « petit »…
- Le gras n'est utilisé que pour surligner le titre de l'article dans l'introduction, une seule fois.
- L'italique est rarement utilisé : mots en langue étrangère, titres d'œuvres, noms de bateaux, etc.
- Les citations ne sont pas en italique mais en corps de texte normal. Elles sont entourées par des guillemets français : « et ».
- Les listes à puces sont à éviter, des paragraphes rédigés étant largement préférés. Les tableaux sont à réserver à la présentation de données structurées (résultats, etc.).
- Les appels de note de bas de page (petits chiffres en exposant, introduits par l'outil «  Source ») sont à placer entre la fin de phrase et le point final[comme ça].
- Les liens internes (vers d'autres articles de Wikipédia) sont à choisir avec parcimonie. Créez des liens vers des articles approfondissant le sujet. Les termes génériques sans rapport avec le sujet sont à éviter, ainsi que les répétitions de liens vers un même terme.
- Les liens externes sont à placer uniquement dans une section « Liens externes », à la fin de l'article. Ces liens sont à choisir avec parcimonie suivant les règles définies. Si un lien sert de source à l'article, son insertion dans le texte est à faire par les notes de bas de page.
- La présentation des références doit suivre les conventions bibliographiques. Il est recommandé d'utiliser les modèles {{Ouvrage}}, {{Chapitre}}, {{Article}}, {{Lien web}} et/ou {{Bibliographie}}. Le mode d'édition visuel peut mettre en forme automatiquement les références.
- Insérer une infobox (cadre d'informations à droite) n'est pas obligatoire pour parachever la mise en page.

Pour une aide détaillée, merci de consulter Aide:Wikification.
Si vous pensez que ces points ont été résolus, vous pouvez retirer ce bandeau et améliorer la mise en forme d'un autre article.

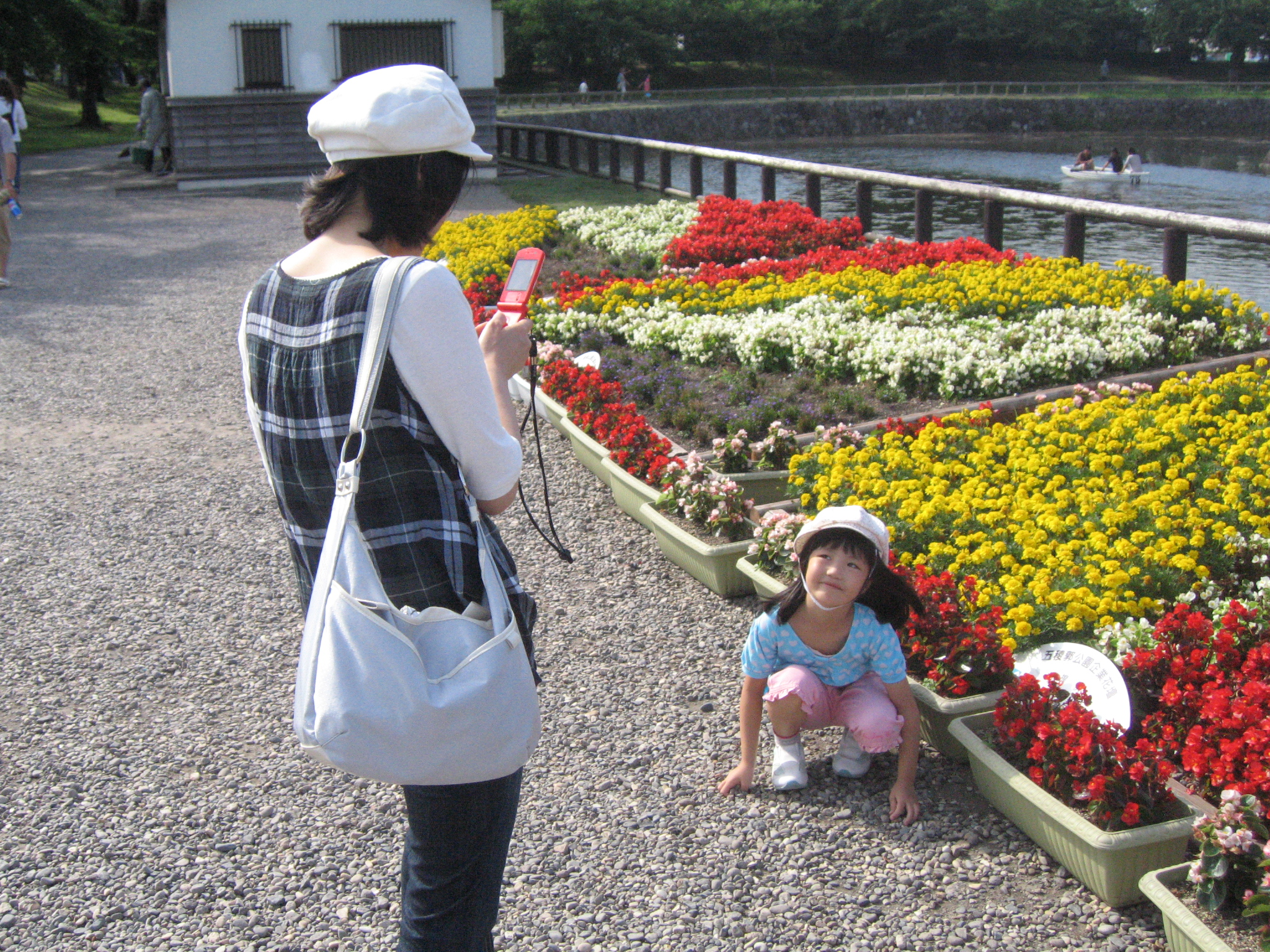
Photographie d'une femme prenant une photo sa fille dans un parc de Misaki, au Japon.

Le sharenting ou surpartage parental désigne la pratique des parents de publier des contenus concernant leurs enfants sur Internet. Le terme sharenting a été inventé en 2010. Il est depuis utilisé dans les médias aux États-Unis, en Espagne, en France et au Royaume-Uni. Le sharenting suscite des débats en tant qu'utilisation controversée des réseaux sociaux.
Les détracteurs de la pratique considèrent que le sharenting viole la vie privée des enfants et nuit à la relation parent-enfant.
Les partisans du sharenting présentent la pratique comme une expression naturelle de la fierté parentale envers leurs enfants et soutiennent que les critiques prennent les messages partagés hors de leur contexte.

## Histoire
Les origines du terme "sharenting" ont été attribuées au Wall Street Journal: le terme exact utilisé était "oversharenting", un mot-valise anglais mélangeant "oversharing" (partage à outrance) et "parenting" (parentalité). La tendance au partage excessif sur les réseaux sociaux a attiré l'attention du public dans les années 2010 et est devenue le centre d'un certain nombre d'éditoriaux et de projets de recherche universitaires,. Il a également été ajouté au Collins English Dictionary en 2016.

### L'empreinte numérique des enfants
Du fait du sharenting, les enfants développent une empreinte numérique dès leur plus jeune âge, composée de traces sur les réseaux sociaux qui peut leur nuire plus tard dans la vie. Une étude de l'Université du Michigan a montré que plus de la moitié des participants ont partagé des contenus embarrassants sur leurs enfants en ligne et 27% d'entre eux ont partagé des photos jugées potentiellement inappropriées. Ces publications peuvent devenir une source de ridicule chez les adolescents. De plus, les établissements de l'enseignement supérieur et les employeurs potentiels peuvent eux aussi accéder à des documents inappropriés, ce qui peut nuire à leurs opportunités académiques ou professionnelles.

## Législation applicable

### En Europe
Le Règlement général sur la protection des données (RGPD), publié en 2018, a pour objectif de protéger la vie privée des individus dans l'espace numérique dans l'Union Européenne. L'article 8 précise que le consentement du titulaire de l'autorité parentale est nécessaire pour traiter les données personnelles des enfants de moins de 16 ans. Le considérant 18 du RGPD indique que la réglementation du contenu ne s'applique pas aux "activités personnelles ou domestiques" tant qu'il n'y a pas de commercialisation.

#### En France
En France, une proposition de loi visant à garantir le respect du droit à l'image des enfants a été déposé au parlement en janvier 2023. L'objectif de la proposition est d'introduire dans le code civil dans la définition de l'autorité parentale la notion de vie privée et de prévoir que la diffusion publique de contenus relatifs à la vie privée nécessite l'accord de chacun des parents. Après échec de la commission mixte paritaire le 1er juin 2023, la proposition de loi doit être examinée en nouvelle lecture par le Parlement.